# Gunnar Njalsson
Gunnar K. A. Njalsson (em estoniano:  Gunnar K. A. Njalsson, em sueco:  Gunnar Kari Alexander Njålsson, 11 de Janeiro de 1968) é um escritor, economista e compositor erudito estoniano de língua sueca. Ele viveu e trabalhou nos EUA, Canadá, Islândia, Noruega, Finlândia, Brasil e finalmente na Estônia, na ilha de Hiiumaa. Durante o período de 1986 a 2002 ele estudou a economia, gestão de tecnologia pública e gestão nacional da inovação nas universidades de Texas, Helsinque e Quilmes (Argentina).
Ele é mais conhecido por sua “teoria dos tecnocratas e dos econocratas” .

## Obra literária
- Njalsson, Gunnar K. A. Siaren (em português:  A vidente). — Otalampi, 1999. — ISBN 952-9543-99-9.
- Njalsson, Gunnar K. A. Technological Revolution as Political Coup d'etat (em português:  Revolução tecnológica como golpe de Estado). — Quebec City, 2009. — ISBN 978-95299-5084.3.
- Njalsson, Gunnar K. A. Dagösvensk almanacka 2019 - Hiiurootslane 2019 a. Kalender (em português:  Almanaque dos suecos de Hiiumaa para o ano de 2019). — Kärdla, 2018. — ISBN 978-1987881-02-8.
- Njalsson, Gunnar K. A. Harper: A Collection of Horrors (em português:  Harper: Histórias de horror na ensolarada Califórnia). — Tallinn, 2018. — ISBN 978-1987881-01-1.

## Obras de música mais conhecidas
- Njalsson, Gunnar K. A. Dagösvenskarnas vals (em português:  Valsa dos suecos de Hiiumaa). 2016.
- Njalsson, Gunnar K. A. Novela Policial. 2010.
- Njalsson, Gunnar K. A. Waltz of the Shadowmen (em português:  Valsa dos homens da sombra). 2017.
- Njalsson, Gunnar K. A. En sista vers (em português:  Um verso final). 2004.